# Loire-sur-Rhône
Loire-sur-Rhône település Franciaországban, Rhône megyében. Lakosainak száma 2736 fő (2022. január 1.). Loire-sur-Rhône Chasse-sur-Rhône, Ampuis, Saint-Cyr-sur-le-Rhône, Saint-Romain-en-Gal, Seyssuel, Échalas, Givors és Les Haies községekkel határos.

## Népesség
A település népességének változása:
| Lakosok száma | 2529 | 2549 | 2591 | 2559 | 2605 | 2618 | 2660 | 2698 | 2736 |
|               | 2013 | 2015 | 2016 | 2017 | 2018 | 2019 | 2020 | 2021 | 2022 |